# Arquillos (Tomina)
Arquillos (auch: Arquillas oder Antofagasta-Arquillos) ist eine Ortschaft im Departamento Chuquisaca im südamerikanischen Andenstaat Bolivien.

## Lage im Nahraum
Arquillos liegt in der Provinz Tomina und ist der viertgrößte Ort des Municipio Tomina. Die Ortschaft liegt auf einer Höhe von 2123 m am linken Ufer des nach Norden fließenden Río Tomina. Der Río Tomina ist ein rechter Nebenfluss des bolivianischen Río Grande und liegt in einem der Seitentäler am Ostabhang der bolivianischen Cordillera Central. Am Westrand der Ortschaft Arquillos ist die Bildungseinrichtung „Unidad Educativa Antofagasta“ ansässig.

## Geographie
Arquillos liegt im Übergangsbereich zwischen der Anden-Gebirgskette der Cordillera Central und dem bolivianischen Tiefland. Das Klima der Region ist mild und ausgeglichen.
Die mittlere Durchschnittstemperatur der Region liegt bei etwa 19 °C (siehe Klimadiagramm Tomina) und schwankt nur unwesentlich zwischen knapp 16 °C im Juni und Juli und knapp 21 °C von November bis Januar. Der Jahresniederschlag beträgt etwa 600 mm, bei einer ausgeprägten Trockenzeit von Mai bis August mit Monatsniederschlägen unter 10 mm, und einer Feuchtezeit von Dezember bis Februar mit 100 bis 125 mm Monatsniederschlag.

## Verkehrsnetz
Arquillos liegt in einer Entfernung von 163 Straßenkilometern östlich der Departamento-Hauptstadt Sucre.
Die Ortschaft liegt an der 976 km langen Nationalstraße Ruta 6, die Sucre mit dem bolivianischen Tiefland und der dortigen Millionenstadt Santa Cruz verbindet. Die Straße nach Sucre ist auf den ersten 45 Kilometern bis Tarabuco unbefestigt und trägt erst anschließend eine Asphaltdecke, sie passiert die Stadt Zudáñez und erreicht nach weiteren 43 Kilometern Tomina. Acht Kilometer südlich von Tomina überquert die Straße bei Arquillos den Río Tomina.

## Bevölkerung
Die Einwohnerzahl der Ortschaft ist in dem Jahrzehnt zwischen den beiden letzten Volkszählungen um ein Zehntel angestiegen:
| Jahr | Einwohner         | Quelle       |
| ---- | ----------------- | ------------ |
| 1992 | keine Detaildaten | Volkszählung |
| 2001 | 394               | Volkszählung |
| 2012 | 436               | Volkszählung |
| 2024 |                   | Volkszählung |

Die Region weist einen hohen Anteil an Quechua-Bevölkerung auf, im Municipio Tomina sprechen 94,0 Prozent der Bevölkerung Quechua.